# 2MASS J15210327+0131426
2MASS J15210327+0131426 ist ein Brauner Zwerg im Sternbild Schlange. Er wurde 2004 von Gillian R. Knapp et al. entdeckt.